# Gräber der tibetischen Könige
Die Gräber der tibetischen Könige (chinesisch 藏王墓, Pinyin Zàng wáng mù, englisch The Tombs of the Tibetan Kings) sind eine Grabstätte früher tibetischer Könige (ca. 7. Jahrhundert) im Kreis Chonggye (琼结县; tibetisch སྣེ་གདོང་རྫོང Wylie sne gdong rdzong), südöstlich von Lhasa im Autonomen Gebiet Tibet, China. 
Es heißt, dass Songtsen Gampo und Prinzessin Wen Cheng und die Könige vor und nach ihnen dort begraben seien.
Die Gräber stehen seit 1961 auf der Liste der Denkmäler der Volksrepublik China in Tibet.